# Witwangreiger
De witwangreiger (Egretta novaehollandiae) is een vogel uit de familie der reigers (Ardeidae).

## Kenmerken
De vogel is relatief klein en blauwgrijs van kleur. Het voorhoofd, de kruin, de kin en het bovenste deel van de keel zijn wit. Het wit op de kop is variabel in grootte en loopt soms door tot in de hals. Deze variatie maakt identificatie van individuen mogelijk. De iris kan grijs, groen, dof geel of kaneelbruin zijn. De snavel is zwart en vaak lichtgrijs aan de basis. Tijdens het broedseizoen vertoont hij rozebruine of bronsachtige veren op de hals en borst. Hij weegt zo'n 550 gram en varieert in grootte van 60 tot 70 cm.

## Voortplanting
De witwangreiger broedt meestal in de lente, voornamelijk in het zuiden van Australië. Het mannetje en het vrouwtje bouwen en onderhouden samen het nest. Het nest van stokken wordt gebouwd op een hoogte van 5 tot 12 meter, op locaties variërend van zeeniveau tot meer dan 1000 m. hoogte. Tijdens de broed hebben zowel het mannetje als het vrouwtje lange pluimen in de nek, op het hoofd en op de rug.Het vrouwtje legt gewoonlijk 3 tot 5 eieren van 48.5 tot 35 mm. De eieren komen na 3 tot 4 weeken uit en de jongen verlaten het nest na ongeveer 40 dagen.

## Leefwijze
Het dieet bestaat uit vis, kikkers, reptielen en insecten.

## Verspreiding en leefgebied
De witwangreiger komt voor in het grootste deel van Australië, Tasmanië, Nieuw-Guinea, de eilanden in de Straat Torres, Indonesië, Nieuw-Caledonië, Nieuw-Zeeland, en de Sub-Antarctische eilanden. De soort is tegenwoordig ook gevestigd op Christmas Island, maar broedt er nog niet. Hij wordt ook algemeen aangetroffen op Lombok, Flores en Sumbawa en is verschenen als dwaalgast in China, op de Cocoseilanden en op de Salomonseilanden.
De vogel leeft zowel in zoet- als in zoutwaterdraslanden, weiden, grasland, oevers, havens, stranden, golfbanen, boomgaarden en visvijvers.
De witwangreiger heeft een enorm groot verspreidingsgebied en daardoor alleen al is de kans op uitsterven uiterst gering. De grootte van de populatie is niet gekwantificeerd en er is weinig bekend over trends in het aantalsverloop. Om deze redenen staat de witwangreiger als niet bedreigd op de Rode Lijst van de IUCN.

## Afbeeldingen

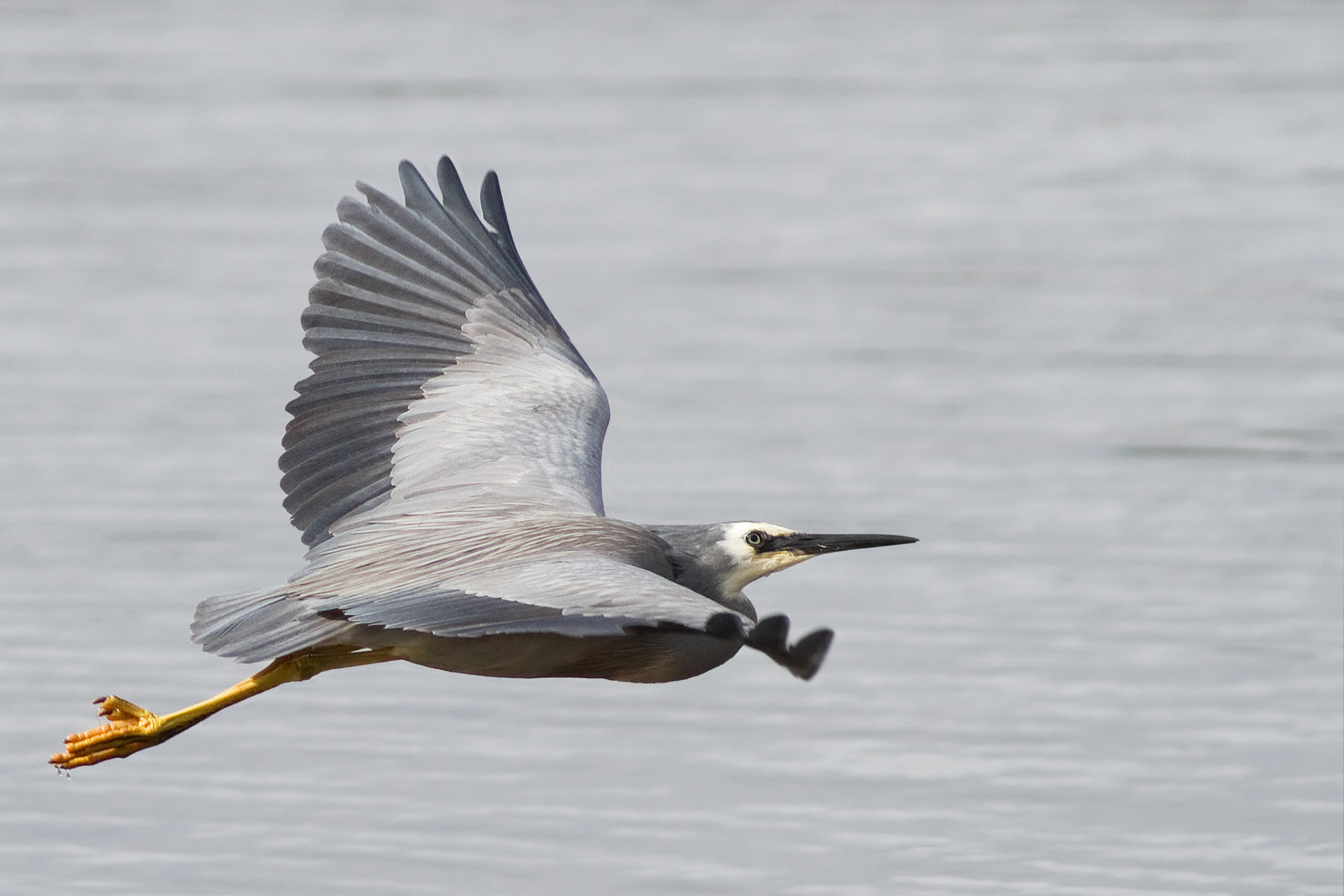
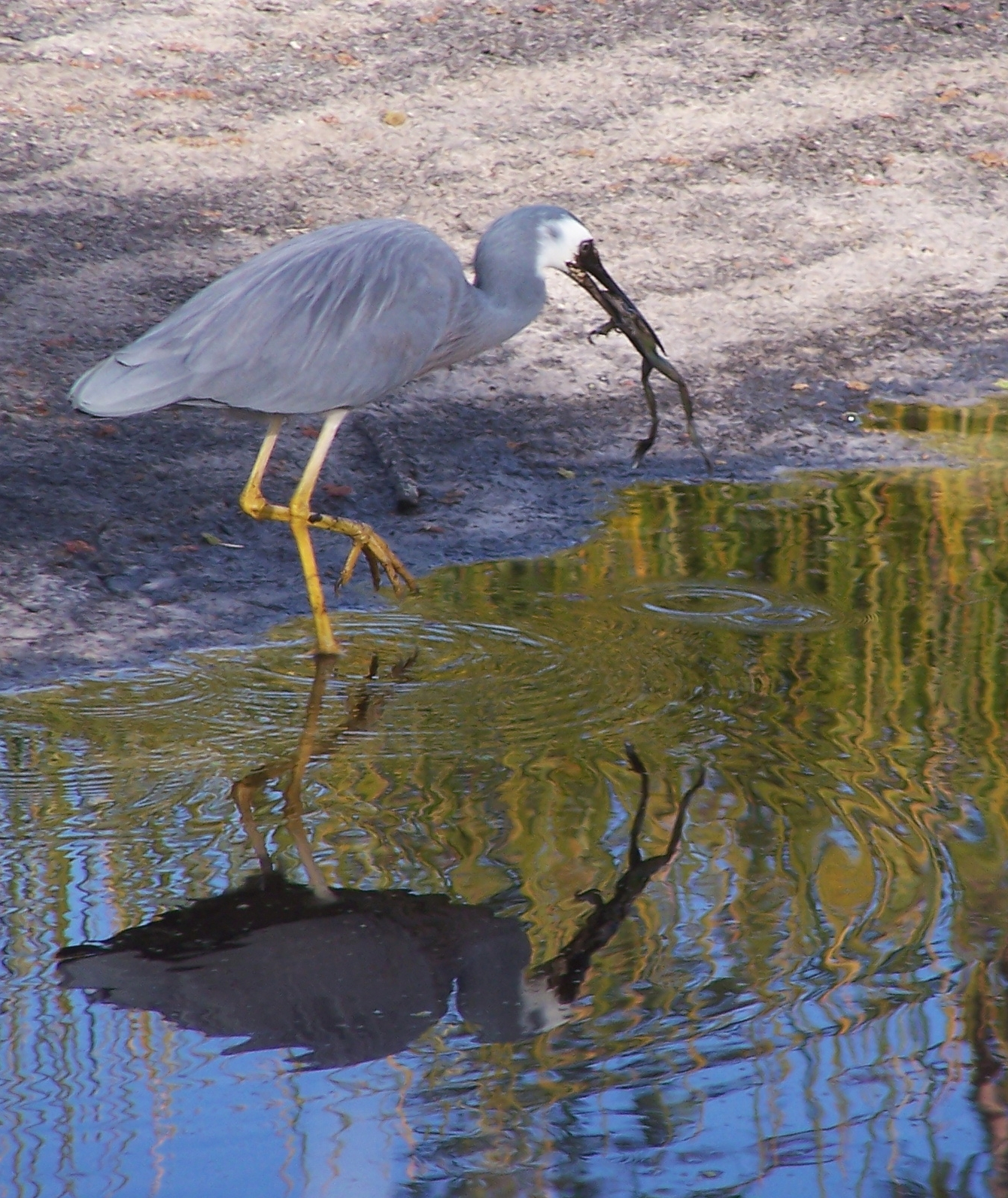
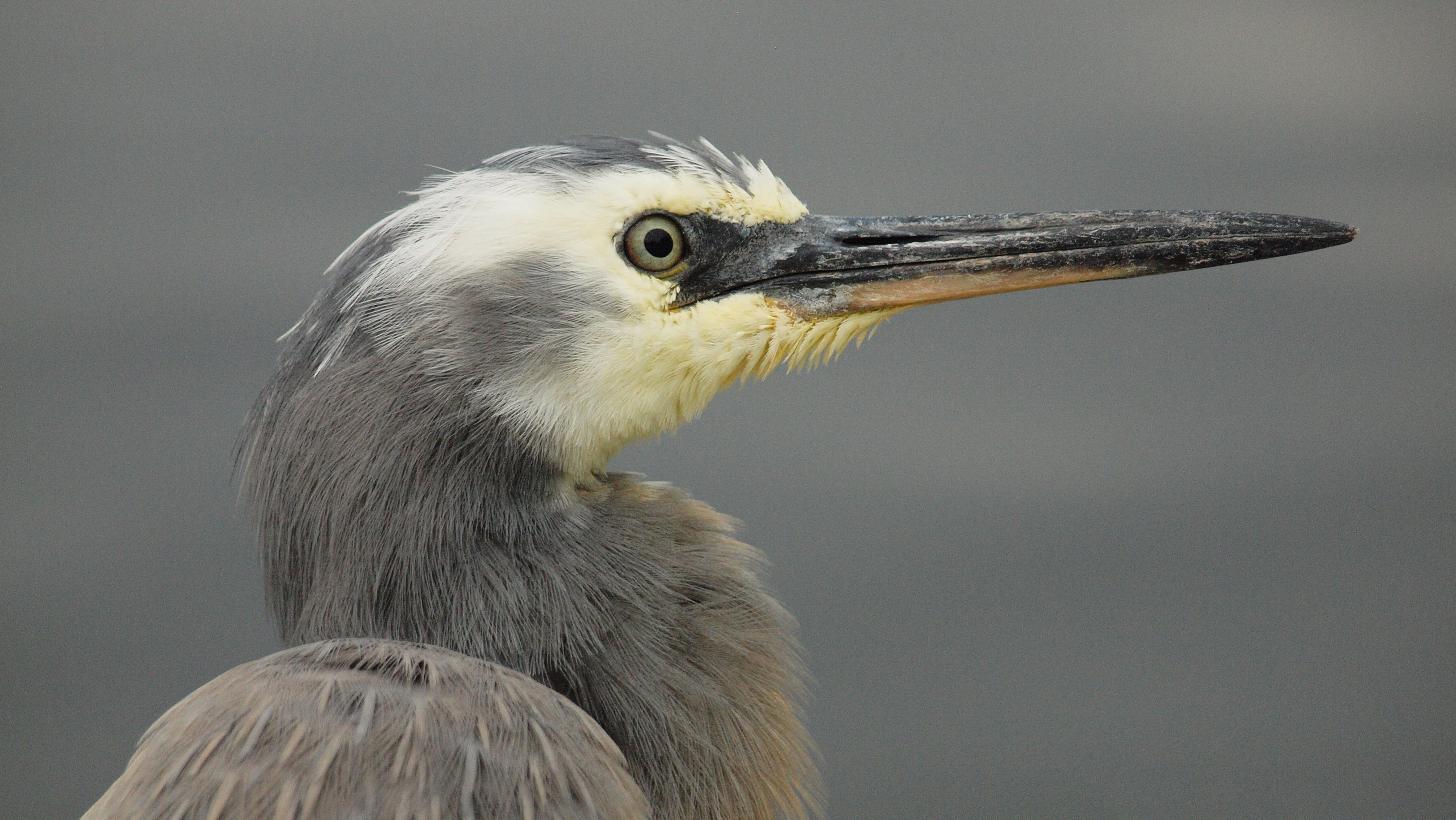
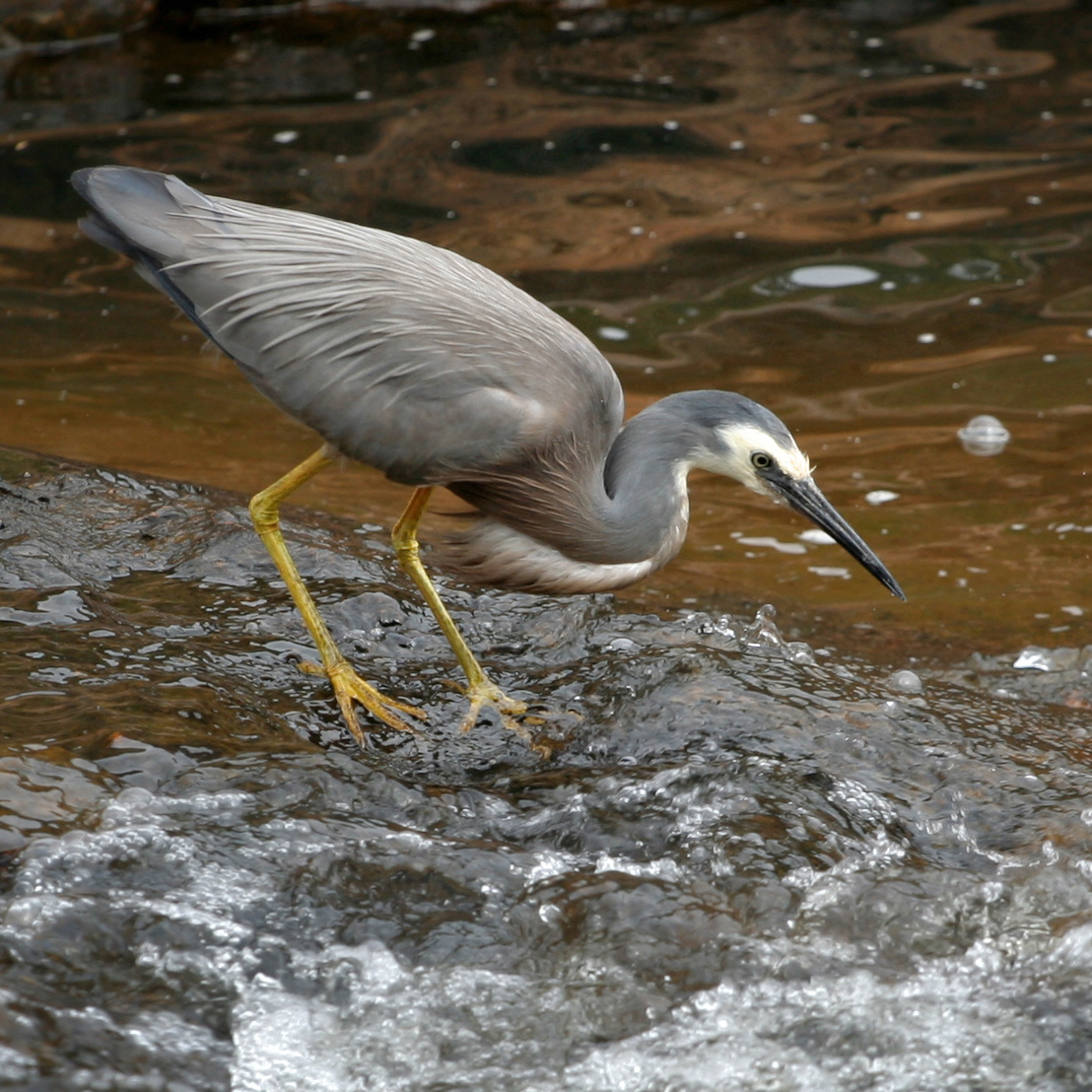
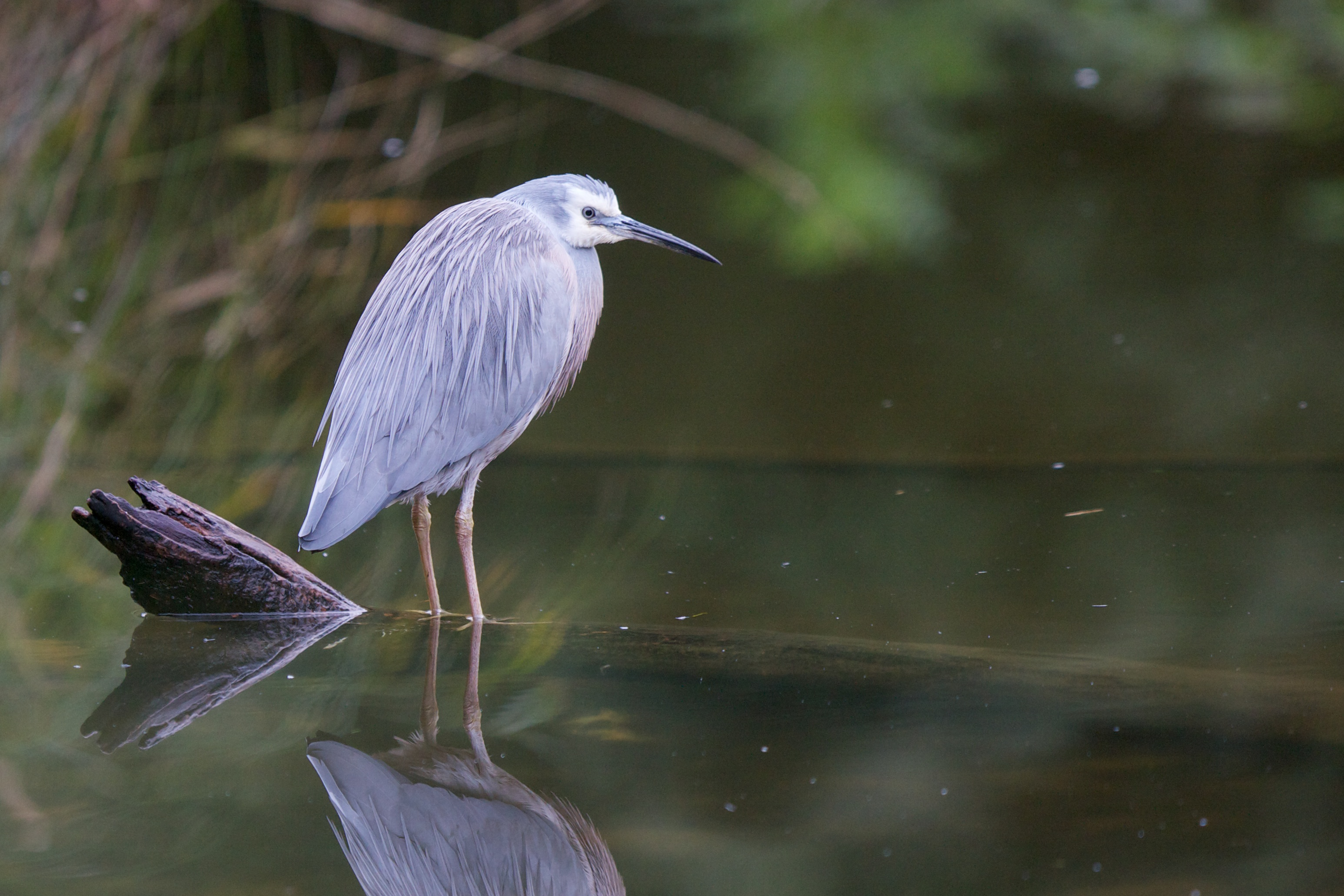
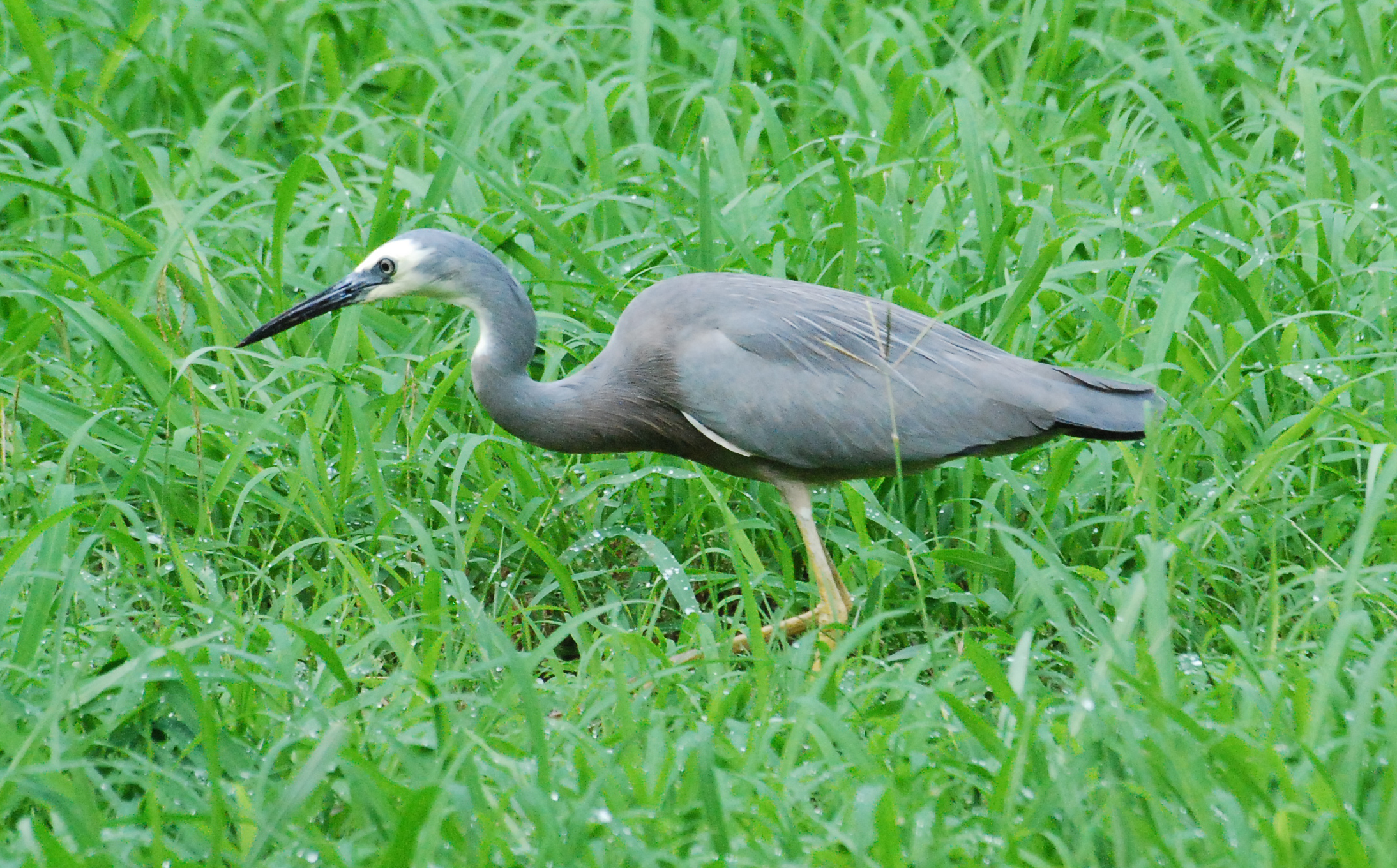